# 灰原薬
灰原 薬（はいばら やく）は、日本の漫画家。女性。

## 経歴
元々は同人作家として和泉八雲名義で活動。2006年に「コミックZERO-SUM」（一迅社）にて『とかげ』でデビュー。それ以前に「ウルトラジャンプ(集英社)」で読み切り作品を何作か描いていた。ビッグコミックスピリッツ』（小学館）にて、週刊ビッグコミックスピリッツ創刊30周年記念作品として、2007年にフジテレビ系列で放送されたテレビドラマ『SP 警視庁警備部警護課第四係』のコミカライズを務めた。2017年、『応天の門』で
第20回文化庁メディア芸術祭マンガ部門新人賞受賞。

## エピソード
- 動物好きでジャンガリアンハムスターの「もちおくん」を飼っている。また、作中に動物が出てくることも多い。
- いくえみ綾のファンであり、担当経由でサインを貰ったことがある。
- Twitterをやっているようだが、「あんなリアルタイムのさぼり現行犯ツールはつけられない」と思ってブログに載せるのは断念したとのこと。

## 作風
- モノクロ稿はすべてアナログ。カラー稿はデータかアナログで行う。
- 下書きを別の薄い紙に描いてから原稿用紙にトレースし、ペン入れをしている。
- ストーリーの内容は、全体的にシリアスな要素が多い。特にオムニバスでは狂気と偏愛に満ちた無常観、寂寥感を与えるモノローグが多く見られる。

## 作品リスト

### オリジナル作品
- ヴァニラ（『ウルトラジャンプ』2002年12月号、集英社）
- 浅草奇景（『ウルトラジャンプ』2003年5月号・11月号、集英社）
- CHOCOLATE DEVIL（『ウルトラジャンプ』2004年7月号・9月号、集英社）
- ツノツキ（『ウルトラジャンプ』2005年4月号、集英社）
- とかげ（『コミックZERO-SUM』2006年3月号 - 2007年10月号、一迅社、全3巻）
- 回游の森（『マンガ・エロティクス・エフ』Vol.54 - Vol.60、太田出版、全1巻）
- 応天の門（『月刊コミック@バンチ』→『月刊コミックバンチ』2013年12月号 - 、新潮社、既刊20巻）

### コミカライズ作品
- されど罪人は竜と踊る（原作：浅井ラボ、『ビーンズエース』、角川書店、全1巻）
- 戦国BASARA2（『電撃「マ）王』2007年3月号 - 2009年1月号、メディアワークス、全4巻）
- SP 警視庁警備部警護課第四係（原作：金城一紀、『ビッグコミックスピリッツ』2010年9号 - 2012年15号、小学館、全7巻）
- でぃす×こみ（原作：ゆうきまさみ、『月刊スピリッツ』、小学館） 1話BLパート3ページの彩色

### イラストなど
- ゼロサムオリジナルアンソロジーシリーズArcana vol.2 賊・怪盗（一迅社、2007年1月）
- 戦国BASARA2 VISUAL&SOUND BOOK（メディアワークス、2007年4月）
- 戦国BASARA2 Cool&The Gang（著：安曽了、電撃文庫（メディアワークス）、2007年6月）
- 戦国BASARA2 VISUAL&SOUND BOOK2（メディアワークス、2007年9月）
- 戦国BASARA2 VISUAL&SOUND BOOK3（メディアワークス、2007年12月）
- ゼロサムオリジナルアンソロジーシリーズArcana vol.8 執事2（一迅社、2008年7月）
- 少年メイド（エンドカード、2016年）
- カカノムモノ（著：浅葉なつ、新潮文庫nex、2017年 - 2019年、全3巻）
- 新・水滸後伝 上下巻（著：田中芳樹、講談社、2018年）